# Anna Steimarová
 Anna Steimarová (ur. 7 lipca 1889 w Pilźnie, zm. 15 marca 1962 w Libercu) – czeska aktorka i śpiewaczka (sopran); córka Vendelína Budila, żona Jerzyho Steimara i matka Jiřiny Steimarovej.

## Biogram
W dzieciństwie grała znaną dziecięcą rolę Małego Lorda.
Rozpoczynała karierę przed wybuchem I wojny światowej na deskach teatrów operetkowych w  Niemczech i  Austrii (Rostock, Theater an der Wien, Deutsches Theater w Pradze).
Potem była członkinią szeregu teatrów praskich (Varieté w Karlinie, kabaret Rokoko, Wielka Operetka, Tylovo divadlo w Nuslach, Uránie). W latach 1947–1958 grała w teatrze Divadlo Františka Xavera Šaldy w Libercu.

## Role teatralne
- Jenny (B. Brecht – K. Weill, Opera za trzy grosze)
- Pani Higgins (George Bernard Shaw, Pygmalion)
- Giuditta (Franz Lehár)

## Filmografia
- Kariéra matky Lízalky (1937)
- Panenství (1937)
- Filosofská historie (1937)
- Cech panien kutnohorskich (1938)
- Krystian (1939)
- Katakumby (1940)
- Babcia (1940)
- Nocny motyl (1941)
- Miasteczko na dłoni (1942)
- Czternasty u stołu (1943)
- Šťastnou cestu (1943)
- Pancho se žení (1946)
- Piąte koło u wozu (1958)